# Edgar Manucharian
Edgar Manucharian (en arménien : Էդգար Մանուչարյան), né le 19 janvier 1987 à Erevan en Arménie, est un footballeur international arménien.

## Carrière
Manucharian est élu meilleur joueur arménien de l'année en 2004 à seulement 17 ans, alors qu'il joue à Pyunik Erevan. Depuis l'arrivée de Marco van Basten comme entraîneur de l'équipe 1 de l'Ajax Amsterdam en juin 2008, Manucharianest sur la liste des indésirables du club avec notamment Nicolae Mitea le Roumain, Michael Krohn-Dehli le Danois ainsi qu'Albert Luque l'Espagnol.[réf. nécessaire] Depuis, il s'entraîne avec l'équipe Jong Ajax (équipe de jeunes du club), avec lequel il a déjà joué lors de la saison 2007-2008, inscrivant même 6 buts en 15 matchs, en attendant l'offre d'un club.
Pour le compte de la saison 2009/2010, les dirigeants de l'Ajax décident de le prêter dans la modeste équipe de l'HFC Harlem (partenaire du club).
Malgré de bonnes performances individuelles, Manucharian ne peut éviter la faillite du club, condamné à déposer le bilan et à abandonner la division 2 néerlandaise. Il est ensuite prêté dans l'équipe d'AGOVV en D2 néerlandaise. Pour ses deux premiers matchs sous ses nouvelles couleurs, Edgar marque 4 buts (1 contre Volendam et un triplé contre Excelsior).
Le 24 mai 2010, fort d'une saison réussie en division 2 néerlandaise avec Harlem puis AGOVV (14 buts en 33 matchs), Manucharian continue sur sa lancée et marque son premier doublé avec l'équipe nationale d'Arménie contre l'Ouzbékistan au cours d'un match amical dominé par les Arméniens (3-1).
En juillet 2010, les dirigeants de l'Ajax décident de résilier le contrat de Manucharian. Ce dernier signe alors dans son club formateur le Pyunik Erevan afin de relancer une carrière qui l'a vue gâcher 5 années dans un club qui ne lui a jamais donné sa chance faute de blessures.

## Palmarès

### Récompenses individuelles
Il obtient la récompense de Footballeur arménien de l'année en 2004.
Il est meilleur buteur de Premier-Liga en 2004, titre partagé avec Galust Petrossian.